# Nepenthes truncata
Espèce
Statut de conservation UICN

 EN B1+2d : En danger
Statut CITES
Nepenthes truncata (le terme latin truncata signifie tronqué) est une espèce de plantes à fleurs de la famille des Nepenthaceae. C'est une plante carnivore endémique de l'île des Philippines Mindanao.

## Caractéristiques
L'espèce vit sous les climats tropicaux, sur les pentes exposées des montagnes entre 230 à 600 m d'altitude.
Son urne, qui est une feuille modifiée, peut atteindre 50 cm de longueur.

## Fonction carnivore
La plante est composée d'une urne et d'un petit clapet. Quand un insecte tombe dans l'urne, la plante digère l'insecte par des enzymes digestives contenues dans l'urne.

## Anecdote
Le 29 septembre 2006, une Nepenthes truncata du jardin botanique de Lyon fut observée avec une souris en décomposition dans une de ses urnes.